# ميكي نيشيمورا
ميكي نيشيمورا (باليابانية: 西村美紀؛ بالكانا: にしむら みき) هي لاعبة البولنغ ‏ يابانية، ولدت في 2 يوليو 1985 في أوساكا في اليابان.